# 백운산어
백운산어(白雲山魚)는 중국 광저우에 위치한 백운산(en:White Cloud Mountain)에 사는 잉어과의 작은 물고기이다. 같은 아과에 속하는 제브라 다니오와 유사하며, 제브라다니오처럼 수족관에서 관상용으로 기른다.
백운산어는 1930년에 보이스카웃 리더인 '唐'이라는 사람에 의해 처음 발견되었다. 그래서 중국어 이름인 唐魚와 속명인 Tanichthys는 'Tan'의 물고기라는 뜻으로 붙여졌으며, 종명인 albonubes는 백운산어의 白雲을 뜻한다.
백운산어는 오염과 산림 벌채, 토양 침식, 관광객의 영향으로 인해 자생지에서 완전히 멸종된 것으로 1980년까지 20년간 믿어졌으나, 하이난섬에서 새 개체군이 발견되었다.

## 기르기
백운산어는 가까운 관계인 제브라다니오처럼 초보자 입문용 물고기로 좋으며, 어린 아이들에게 추천된다. 냉수성 어종이라 열대어와는 달리 차가운 수온에도 잘 견딜 수 있다. 새로 여과되는 어항에 이상적인 'starter fish(물잡이용 고기)'로 거래되기도 한다.
번식시키는 난이도도 초보자 난이도인데, 브라인 슈림프나 물벼룩과 같은 생먹이를 먹이면서 산란할 수 있는 자와모스나 수세미뭉치 같은 구조물을 함께 배치해주면 알을 낳을 것이다. 백운산어는 알을 식생 위에 자유롭게 흩뿌린다. 일반적으로 백운산어는 자기 자식들을 먹지 않기 때문에,산란 후에 부모 백운산어들을 따로 빼내에 격리하지 않아도 된다.
알은 48~60시간 있으면 부화한다.
가끔은 개구리 번식용 연못에 사용되기도 한다. 백운산어는 모기의 번식을 조절하는 데 효과적이다.

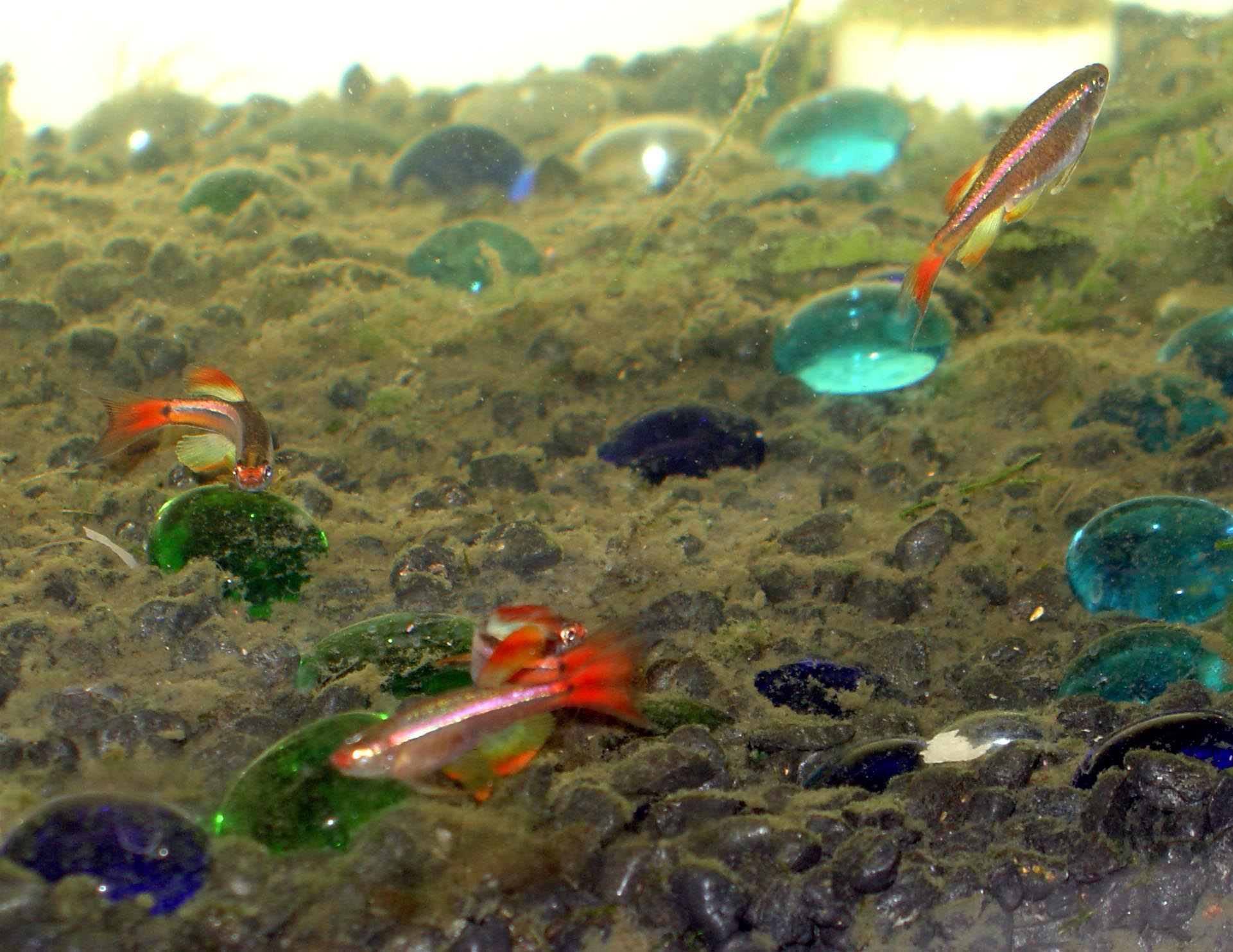
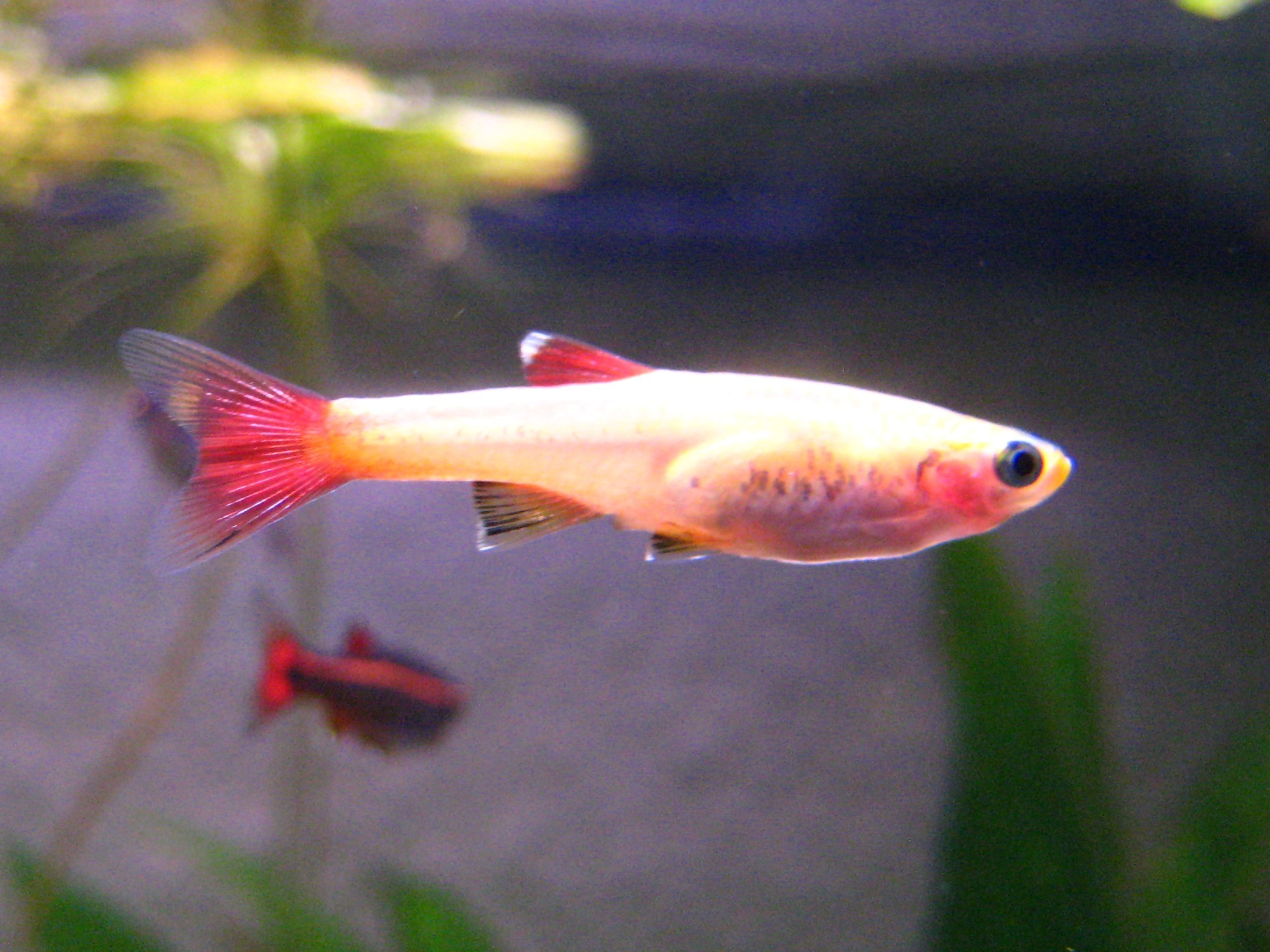
골든 개량종
- 수족관에서 관찰한 수컷들의 스파링

## 같이 보기
- 제브라 다니오